# Саломон (атолл)
Острова Саломон или атолл Саломон — это атолл в составе архипелага Чагос, Республика Маврикий, с административно-территориальной точки зрения - часть её внешних островных территорий.

## Описание
Атолл расположен в северо-восточной части архипелага Чагос, между рифом Бленхейм и Перос Баньос. Основными островами в группе являются Иль-Боддам площадью 1,08 км2 (0,42 кв. миль), где раньше находилось самое крупное селение архипелага, и Иль-Англез (0,82 км2 (0,32 кв. миль) на западном краю рифа. Существовали небольшие поселения чагосцев на островах Фуке (0,45 км2 (0,17 кв. миль)) и Такамака (0,48 км2 (0,19 кв. миль)). Площадь острова Иль-де-ла-Пасс — 0,28 км2 (0,11 кв. миль), Иль-Мапу 0,04 км2 (0,02 кв. миль), остальные островки намного меньше. Общая площадь участка составляет 3,56 км2 (1,37 кв. миль).
С северной стороны, между островами Иль-Англез и Иль-де-ла-Пасс, есть проход в лагуну под названием Бэ-де-Саломон. Атолл Саломон является популярным местом для стоянки яхтсменов, проходящих через Чагос, хотя для яхт нет надлежащих причалов и требуется разрешение властей Британской территории в Индийском океане. В настоящее время необитаемые острова заросли джунглями, которые проросли среди кокосовых пальм, и следы прежних поселений найти трудно.

## История
Атолл Саломон был заселен во второй половине 18-го века рабочими кокосовых плантаций с острова Франс (ныне Маврикий). Мало что известно о том, в каких условиях жили рабочие, в основном африканского происхождения — скорее всего, это было рабство. Компания, эксплуатирующая плантацию, называлась Chagos Agalega Company.
Атолл Саломон обследовал в 1837 году коммандер ВМС Индии Роберт Морсби на корабле «Бенарес», который составил первую подробную карту группы островов. Атолл был вновь обследован в 1905 году коммандером Б. Т. Соммервиллом на корабле «Морской жаворонок», который составил более точную карту. Некоторые из островов атолла Саломон ранее были заселены чагосцами, но к тому моменту, когда британское правительство решило депортировать местных жителей, только Иль-Боддам оставался заселённым.
В период с 1967 по 1973 год британцы выселили 500 жителей атолла Саломон, чтобы освободить место для американской военной базы. Аборигены были переселены на Маврикий и Сейшельские острова. Ранее на острове Иль-Боддам располагались пристань, магазины, офисы, школа, церковь и вилла, где жил менеджер плантации — все эти здания теперь скрыты густыми джунглями. На островах Боддам и Такамака есть колодцы, которые все ещё используются яхтсменами для пополнения запасов.

## Островки
Отдельные островки атолла, начиная с севера, по часовой стрелке:
1. Иль-де-ла-Пасс
2. Иль-Мапу
3. Иль-Такамака
4. Иль-Фуке
5. Иль-Сепюльтюр
6. Иль-Жакобен
7. Иль-дю-Сель
8. Иль-Пуль
9. Иль-Боддам
10. Иль-Дьябль
11. Иль-Англез